# Hồ đồng

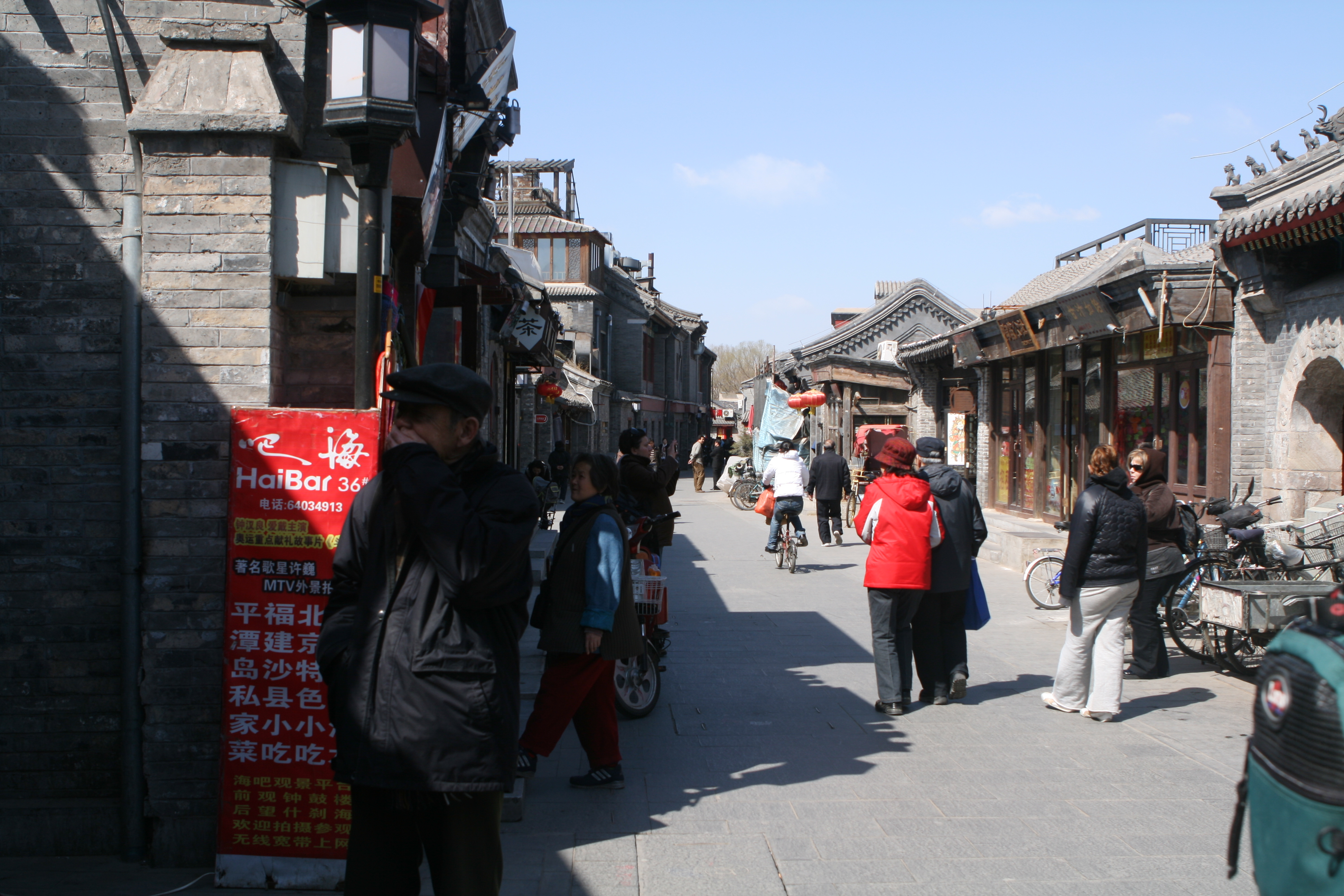
Một hồ đồng ở Bắc Kinh

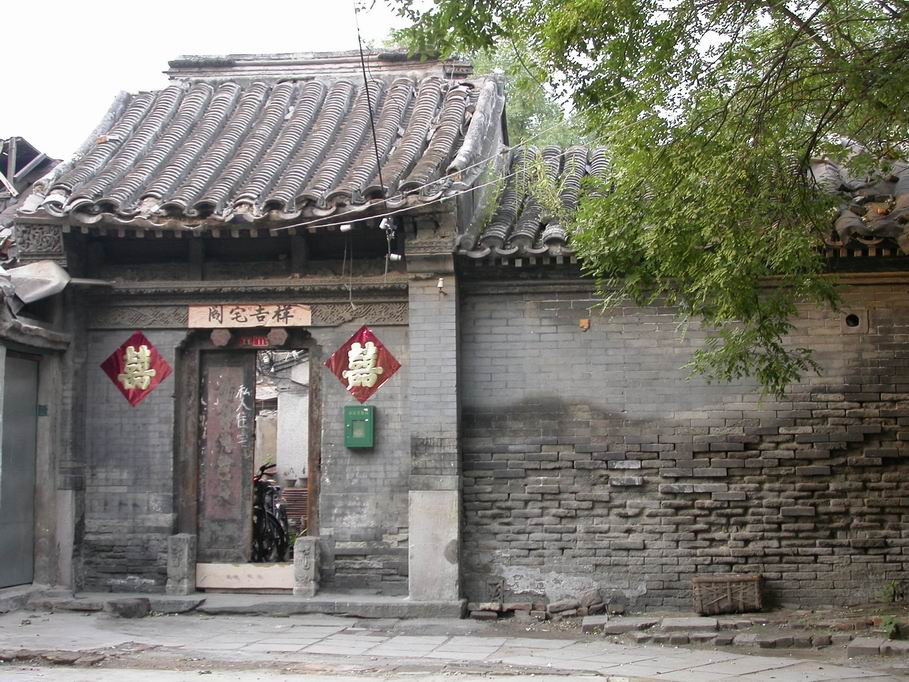
Cổng vào một khu nhà ở trong một hồ đồng

Hồ đồng (giản thể: 胡同; phồn thể: 衚衕; bính âm: hútòng; Wade–Giles: hu2-t'ung4) là một loại đường phố hẹp hoặc những con hẻm, thường làm người ta liên tưởng tới các thành phố ở miền Bắc Trung Quốc, trong đó nổi tiếng nhất là Bắc Kinh. Tại Bắc Kinh, hồ đồng là những con hẻm hình thành theo dãy tứ-hợp-viện (siheyuan), những căn nhà truyền thống có sân, được bao quanh 4 mặt bởi các nhà khác. Nhiều khu dân cư hình thành bằng cách nối liền một tứ-hợp-viện (siheyuan) này với một tứ-hợp-viện (siheyuan) khác để lập nên một Hồ đồng, và tiếp tục nối liền Hồ đồng này với Hồ đồng khác. Từ Hồ đồng cũng được sử dụng để chỉ những khu dân cư như vậy.
Từ giữa thế kỉ 20, một lượng lớn Hồ đồng tại Bắc Kinh bị phá hủy để nhường chỗ cho các con đường và tòa nhà mới. Gần đây, nhiều Hồ đồng đã được chỉ định để bảo tồn, trong nỗ lực nhằm gìn giữ nét độc đáo này của lịch sử văn hóa Trung Quốc.

## Lịch sử Hồ đồng

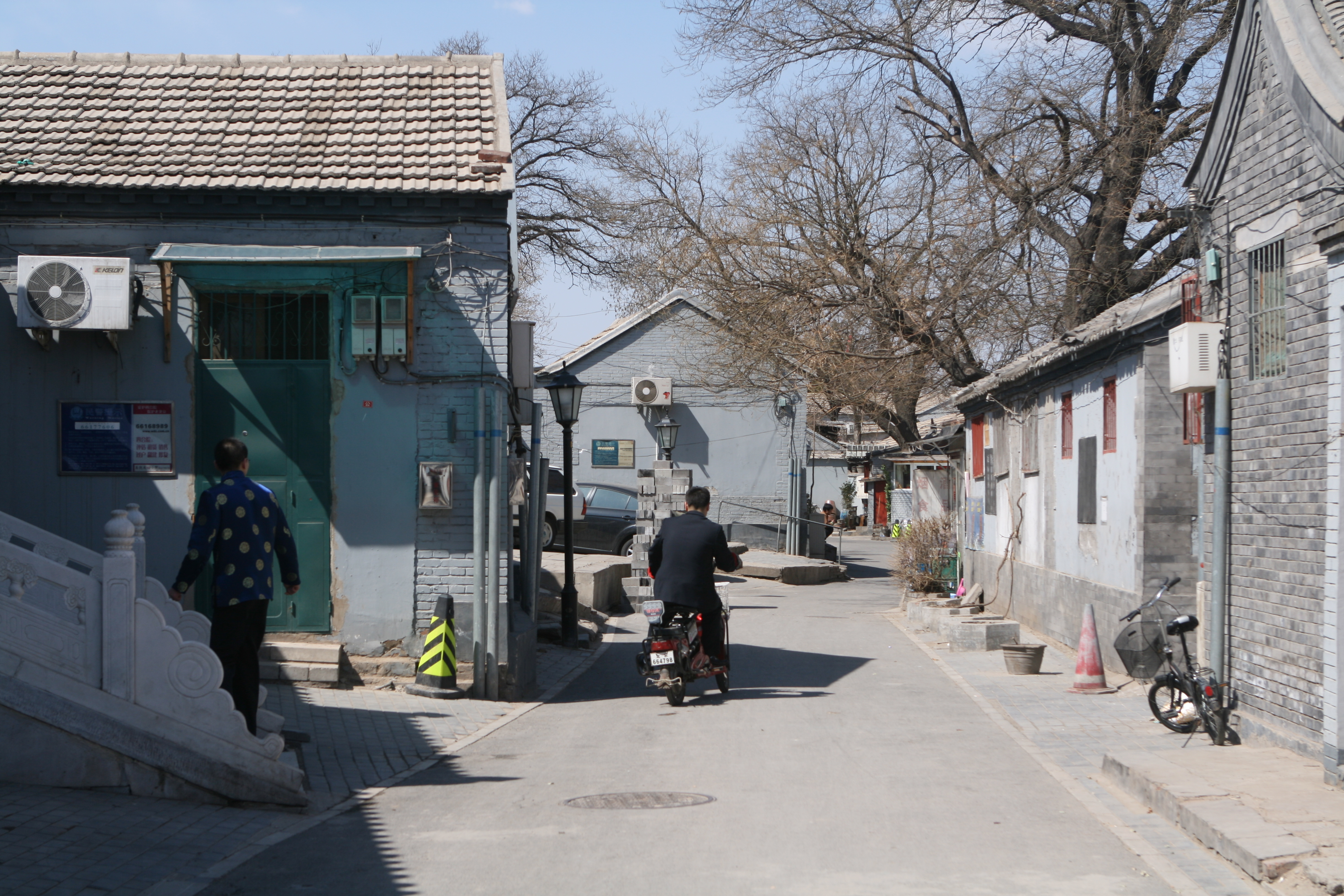
Bên trong một khu dân cư Hồ đồng.

Dưới thời phong kiến Trung Quốc, các hoàng đế dự định xây dựng Bắc Kinh bằng cách sắp xếp những khu dân cư theo các tầng lớp xã hội như dưới thời nhà Chu (1027-256 trước công nguyên). Thuật ngữ "Hồ đồng" xuất hiện lần đầu tiên vào thời nhà Nguyên và là một thuật ngữ gốc Mông Cổ nghĩa là "cái giếng".

## Hồ đồng thời Dân quốc
Sau khi nước Cộng hòa Nhân dân Trung Hoa được thành lập năm 1949, rất nhiều hồ đồng cổ của Bắc Kinh đã biến mất và được thay thế bởi những đại lộ lớn và tòa nhà cao tầng. Nhiều người dân đã rời khỏi những con hẻm mà gia đình họ từng sống qua nhiều thế hệ để chuyển đến các khu chung cư với những tiện nghi hiện đại. Chẳng hạn như tại quận Tây Thành, gần 200 trong số 820 hồ đồng đã biến mất vào năm 1949.
Nhiều hồ đồng có tuổi thọ tới vài trăm tuổi nằm ở những vùng lân cận của Tháp chuông, Tháp trống và Hồ Shichahai được bảo tồn giữa những tòa nhà hiện đại 2, 3 tầng. Khu vực này rất đông khách du lịch, trong đó nhiều tour du lịch đi bằng xe xích lô. Ngày nay cũng giống như trong quá khứ, Hồ đồng là nhà ở của những người nổi tiếng, quan chức và chủ doanh nghiệp. Sau sự kiện Thiên An Môn 1989, Triệu Tử Dương đã trải qua 15 năm bị quản thúc trong một hồ đồng. Hồ đồng của ông trước đó từng được cư trú bởi những người làm tóc của Từ Hi Thái hậu.